# Opération Morgenwind II
Seconde Guerre mondiale
Batailles
Opérations anti-partisans en Croatie
L'opération Morgenwind II (vent du matin) est une opération menée par les forces allemandes du 7 janvier-13 janvier 1944 destinée à capturer l'île de Solta.

## But de l'opération
L'opération avait pour but la capture de l'île de Solta située au large de la côte de Dalmatie centrale.
| \| île de Šolta \| |
| île de Šolta       |

## Forces en présence
Forces de l'Axe
 Reich allemand
- 1 bataillon de la 264. Infanterie-Division

Résistance
 Partisans
- 26e division NOVJ
- Détachement NOP de Brač-Šolta

## L'opération
L'île a été prise les 12 et 13 janvier 1944. Les partisans l'ont évacuée et se sont déplacés vers l'île de Vis situé un peu plus loin dans l'Adriatique.

## Bilan
Les pertes ont été minimes pour les deux camps.